# Fräkentjärnen (Råneå socken, Norrbotten)
Fräkentjärnen är en sjö i Bodens kommun i Norrbotten och ingår i Vitåns huvudavrinningsområde.